# NGC 2190
NGC 2190 (другое обозначение — ESO 33-SC36) — рассеянное скопление в созвездии Столовой Горы. Открыто Джоном Гершелем в 1836 году.
Возраст скопления составляет 1,3 миллиарда лет, доля элементов тяжелее гелия в звёздах — 0,8%. Протяжённость красного сгущения на диаграмме Герцшпрунга — Рассела указывает на то, что звездообразование в скоплении шло длительный срок.
Этот объект входит в число перечисленных в оригинальной редакции «Нового общего каталога».